# Somogyvámos
Somogyvámos é um município da Hungria, situado no condado de Somogy. Tem 25,02 km² de área e sua população em 2019 foi estimada em 769 habitantes.